# عزبة بدر الدين
قرية عزبة بدرالدين هي إحدى القرى التابعة لمركز دمنهور في محافظة البحيرة في جمهورية مصر العربية. حسب إحصاءات سنة 2006، بلغ إجمالي السكان في عزبة بدرالدين 752 نسمة، منهم 377 رجل و375 امرأة.